# Daredevils of the Clouds
Pour plus de détails, voir Fiche technique et Distribution.
Daredevils of the Clouds est un film américain réalisé par George Blair, sorti en 1948.

## Fiche technique
- Titre : Daredevils of the Clouds
- Réalisation : George Blair
- Scénario : Ronald Davidson et Norman S. Hall
- Photographie : John MacBurnie
- Montage : Richard L. Van Enger
- Pays d'origine : États-Unis
- Format : Noir et blanc - 1,37:1
- Genre : action
- Durée : 60 minutes
- Date de sortie : 1948

## Distribution
- Robert Livingston : Terry O'Rourke
- Mae Clarke : Kay Cameron
- James Cardwell (en) : Johnny Martin
- Grant Withers : Matt Conroy
- Edward Gargan : Tap-It Bowers
- Ray Teal : Jim Mitchell
- Jimmie Dodd (en) : Eddy Clark
- Pierre Watkin : Douglas Harrison
- Jayne Hazard : Mollie
- Robert J. Wilke : Joe